# Асуры

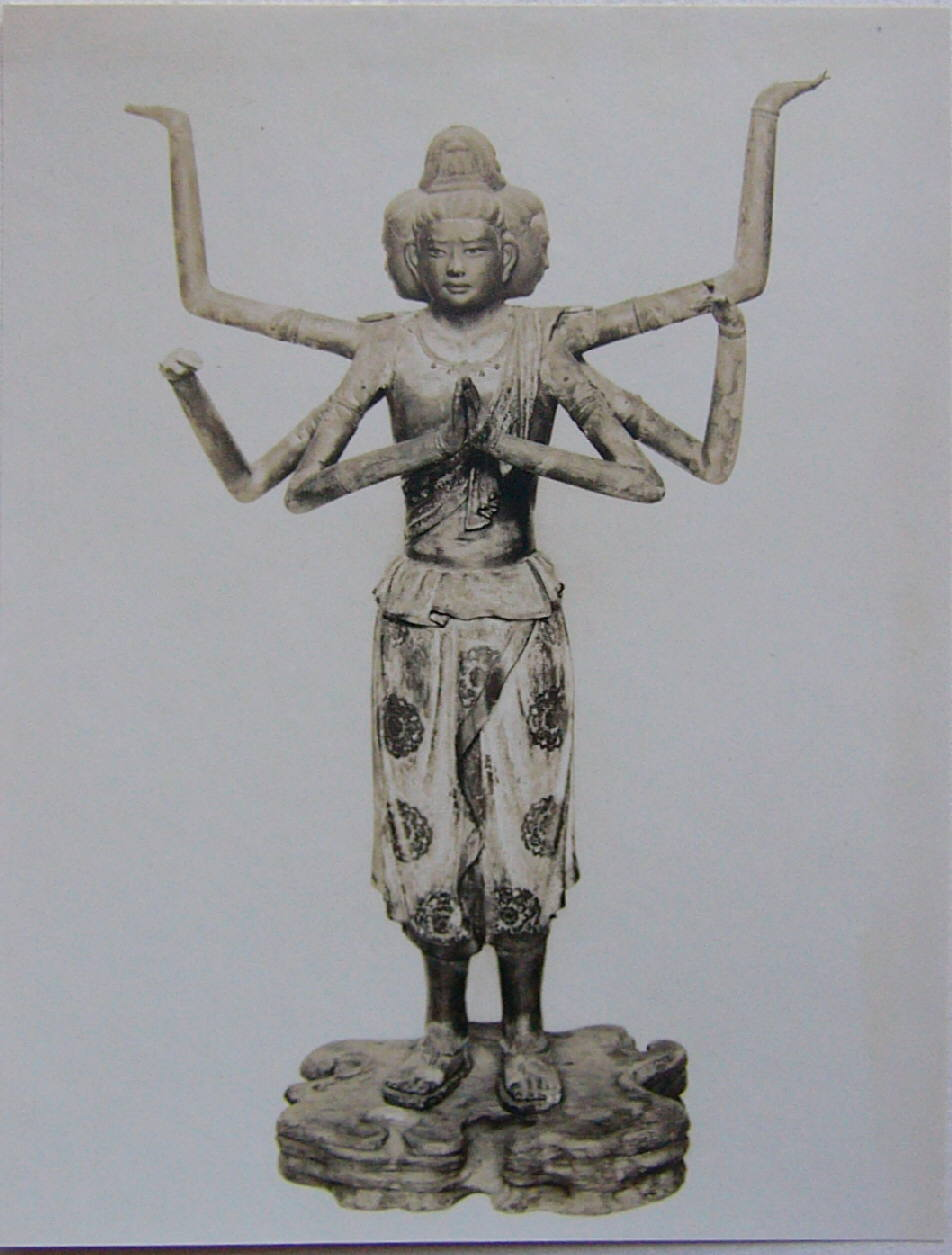
Асура, японский снимок 1930-х гг.

Асуры (от санскр. и пали असुर [IAST: asura], тиб. ལྷ་མ་ཡིན་ [lha.ma.yin], кит. 阿修羅 или 阿修罗 [āxiūluo]), также Дайтьи (Daityas — «потомки Дити»), — в индуизме низшие божества, называющиеся также демонами, титанами, полубогами, антибогами, гигантами, и находящиеся в оппозиции к богам Сурам (потомкам Адити), аналогично оппозиции «боги—титаны» или «боги—гиганты» в греческой мифологии. В зороастризме же — всё наоборот: асуры там объявляются богами, дэвы — демонами.
В ведийский период слово асура означало, скорее всего, «обладающий жизненной силой»: к слову asu «жизненная сила» возводил этимологию М. Майрхофер. В «Ригведе» асурами называют многих богов — Савитара, Агни, Митру, Варуну, Сурью и других.
В буддизме асуры употребляются в контексте, отличном от индуистского, и по-другому интерпретируются.

## Ведийский период
В Ригведе понятие «асура» не несёт отрицательного значения и не противопоставляется богам. Одних и тех же божеств называют и дэвами (богами) и «асурами». Асурами называют богов солнца Савитара («златоруким асурой» (Ригведа, 1.35), «мудрым асурой» (4.53)), Сурью (8.101), Пушана (5.51).
Часто это слово (асура или обладающий асурской силой) относится к Индре (1.174, 3.38, 4.16, 6.36, 10.54), Варуне и Митре (1.24, 2.27, 4.42, 5.85, 5.63, 8.25, 8.42). Асурой называют Агни (2.1, 3.3), Апам Напата (2.35), Марутов, Рудру и др. Встречается оно и по отношению к соперникам (1.108, 7.99). В гимне «Ко всем богам»(3.55) повторяется фраза «велико могущество (asuratvam) богов, единственно». В «Атхарваведе» слово «асура» несколько раз встречается в значении обладающий «силой и мудростью». (3.22, 4.15, 6.108). В других случаях асурами называют врагов (2.27, 4.19), или же просят защиты и от богов и от асуров (4.10). В «Самаведе», Индру в одном месте называют асурой, в другом говорится о его победе над асурами.
В «Шукла-Яджурведе» встречается обращение к Савитару как к «златорукому асуре», с просьбой о помощи и защите. (34.26). Асурой в этой же веде называется Танунапат «Танунапат, асура, всем владеющий, бог среди богов». В «Кришна-Яджурведе» мотив конфликта богов и асуров с дальнейшей победой богов повторяется во многих разделах. Отмечается, что боги побеждают асуров с помощью жертвоприношений (2.6.1). В одном месте асурой называют Агни, в других подчёркивается, что Агни — вестник богов.

## Асуры в буддизме
В то время как боги сферы чувственного связаны с желаниями и переживаниями, асуры, завидуя богам, проявляют гнев, гордость, воинственность и хвастовство, их интересует власть и самовоздвижение.
В буддийских сочинениях сначала рассматривали чаще пять миров, чем шесть, а асуров помещали в мир богов.
В буддийской психологии состоянием сознания мира асуров считается переживание ярости и силы, когда ищется причина или обоснование чтобы вступить в драку, рассерженность на всех, невозможность оставаться спокойным и решить проблемы мирным путём.
С точки зрения силы, асуров помещают рангом выше людей, но ниже богов. Они живут у подножья горы Сумеру или в море вокруг неё. По другим классификациям асуров помещают ниже людей как более несчастных и лишённых разума существ.
Предводителя асуров именуют Асурендра (Pāli: Asurinda). Таких имеется несколько, так как асуры разделены на много группировок. Существуют, например, асуры Данавегхасы и страшные Калананьджаки. Главные лидеры асуров — Вемачитрин, Раху, Пахарада.

## Мифы об асурах
В «Агни-пуране» приводится легенда о происхождении слова «асура». Во время пахтанья Молочного океана из него появилась богиня вина (хмельного напитка сура) Варуни. Боги (дэвы) приняли её и стали называться сурами, а дайтьи отвергли и соответственно стали называться асурами («неупотребляющими суру»).
По буддийской легенде раньше асуры жили там, где теперь находятся тридцать три бога в мире Трайястримша на вершине горы Сумеру вместе с другими богами. Когда Индра стал правителем богов, асуры на празднике выпили много вина Гандапана, такого крепкого, что Индра запрещал его пить другим богам. Будучи ослабленными от опьянения, они не смогли сопротивляться Индре, который сбросил их с горы из сферы Трайястримша вниз, туда, где теперь мир асуров. Они увидели дерево Читтапатали, листва которого отличалась от дерева Паричхаттара, и узнали, что их выбросили из мира богов.
После этого асуры заняты войной, вооружённые, они стали лезть на гору как муравьи, Индра пытался с ними справиться, но их было очень много и он вынужден был отступить. Увидев, что повреждено гнездо Гаруды, он развернулся и направил свою колесницу против асуров. Асуры поняли, что он вернётся назад с большой армией, и бежали.
Несмотря на войны, были также и контакты между богами и асурами. Индра полюбил Суджу, дочь вождя асуров Вемачитрина. Вемачитрин попросил дочь выбрать мужа среди асуров, но она выбрала Индру, и он стал таким образом его зятем.

## Связь с авестийской религией
Разделение божеств на два соперничающих лагеря характерно также для авестийской религии, где имеет место инверсия по отношению к индуизму, и «ахура» в имени верховного божества Ахура-Мазда, по-видимому, является вариантом слова «асура».
Варуна - одно из имён Ахура-мазды в зороастризме. Также Кришна в Бхагавад-Гите говорит: «Я Варуна».

## Современные интерпретации
Мастер тибетского буддизма, популярный в Великобритании и США, Чогьям Трунгпа, в годы холодной войны аллегорически использовал противопоставление богов и асуров, указывая, что подобно богам в буддизме, американцы погрязли в развлечениях и это мешает их духовному развитию, тогда как, подобно асурам, советские люди погрязли в зависти к американской жизни и бряцают оружием.

## Асуры в современной культуре
- В цикле «Тайный город» Вадим Панов пишет о самой первой расе, Великом доме Асур, полностью истреблённым во время Первой войны Тёмным Двором, Великим домом Навь.
- В книге «Посмотри в глаза чудовищ» авторов Андрея Лазарчука и Михаила Успенского также упоминаются в контексте первой расы, однако являются драконами.
- В романе Марко Леонетти «Клыки Асуры» из серии книг «Сага о Конане» описывается древний бог по имени Асура, который изначально был «…самым кровавым демоном и мог принимать самые ужасные из ужасных обличий», но впоследствии преобразил свой ужасный облик и раскаялся в своих лихих деяниях и оставил дорогу зла. Клыки Асуры же в качестве артефакта хранились в тайном храме для того, чтобы бог случайно не нашёл их и не стал вновь злым.
- В аниме и манге «Большой куш» (One Piece) мечник Ророноа Зоро владеет техникой Асура, при применении которой создаётся иллюзия, что у него шесть рук и три лица, при этом он сражается, как если бы у него действительно было шесть рук и три лица.
- В книгах Светланы Ждановой «Поймать тень» и «Крылья феникса», асуры — демоны, а также лучшие друзья главной героини.
- В манге Наруто Асура — младший сын Хагоромо Ооцуцуки (также известного, как Рикудо Сэннин) и предок клана Сэндзю.
- В манге и аниме Soul Eater (Пожиратель душ) Кисин Асура — главный демон-антагонист, бывший ученик Синигами, сошедший с ума из-за постоянного страха перед всем миром.
- В манге и аниме RG Veda Асура — имя главного героя и название клана богов войны, последним выходцем из которых он и является. С одной стороны Асура — добрый и отзывчивый ребёнок 8-ми лет, с другой: безжалостный бог войны, чья цель — уничтожение Небес, Земли и Ада.
- Полубог Асура — главный герой игры «Asura’s Wrath».
- В китайской новелле «Воинственный бог Асура» (кит. 修罗武神 / 修羅武神) асуры — это представители самого сильного из семи духовных миров.
- В китайской новелле и аниме «Боевой континент» (кит. упр.: 斗 罗 大陆), Асура является богом смерти, и одним из верховных богов-королей Божественного Царства.
- В Многопользовательской онлайн игре Perfect World игроки получают высший статус Асура.
- В видеоигре «Tales of Wind» игрок может получить ранг Асура.
- Асура - один из призываемых персонажей из серии игр Megami Tensei.
- В китайской сянся – новелле «Zhu Xian» лидер злой группировки Король-Призрак пытается связаться с миром асуров и использовать их силу.
- Также в игре «Blade and Soul» в одном из рейдовых подземелий, есть босс Асура, который владеет двумя стихиями.
- В ранобэ "The Beginning After The End" Асуры - являются одной из сторон конфликта.
- Так же в ММОРПГ "Guild Wars 2" можно выбрать расу Асура для своего персонажа, они являются расой миниатюрных ремесленников.
- В в игре «Final Fantasy IV» Асура - королева эйдолонов и супруга короля эйдолонов Левиафана. С ней нужно сразиться, чтобы обрести способности Эйдолона и завоевать аудиенцию у её мужа. Так же она появляется в других играх серии - Final Fantasy IV: The After Years и Dissidia: Final Fantasy.